# Wielokropek
Wielokropek – znak interpunkcyjny w postaci trzech umieszczonych obok siebie kropek (…) używany przeważnie na końcu zdania, dla zaznaczenia fragmentów pominiętych.

## Przykłady
- Wielokropek może także oznaczać nieoczekiwane urwanie wypowiedzi:

Dawno, dawno temu…
Zaczął recytować: „Ruszyła maszyna…”, ale dziecko mu przerwało.
- Jest używany także przed nieoczekiwanymi słowami.

Konsument wysłał list wprost do… prezydenta.
W powyższych przypadkach po znaku wielokropka należy umieścić spację, jednak nigdy nie umieszcza się jej przed znakiem.
- Wielokropek w nawiasie kwadratowym oznacza pominiętą część cytatu.

Który skrzywdziłeś człowieka prostego […] Nie bądź bezpieczny. Poeta pamięta.
(Czesław Miłosz – Który skrzywdziłeś…)
W. Reymont wspomina: „Dzieciństwo miałem dość smutne. Było nas dzieci dziewięcioro […]”.
- Należy wielokropek odróżniać od wykropkowania, gdzie każda z kropek odpowiada pominiętej literze:

– K.... – zaklął chuligan.
Często jest zastępowany trzema kropkami (...), jednak nie jest to typograficznie poprawne, gdyż wielokropek jest jednym znakiem; kropki nie powinny być rozdzielane znakiem nowej linii, a odstępy między nimi są zazwyczaj różne niż odstępy między literami (zależnie od kroju pisma).

## Dostępność wielokropka w systemach informatycznych
Wielokropek znajdziemy w standardzie Unicode na pozycji U+2026 „Horizontal ellipsis” (poziomy wielokropek). Ponieważ standard ASCII nie zawierał wielokropka, czasem ten znak jest przedstawiany niepoprawnie w postaci 3 następujących po sobie kropek kończących zdanie (...). W języku HTML znak ten jest kodowany następująco:
| Znak | Unicode | Kod HTML                          | Nazwa unikodowa     | Nazwa polska        |
| ---- | ------- | --------------------------------- | ------------------- | ------------------- |
| …    | U+2026  | &hellip; lub &#x2026; lub &#8230; | HORIZONTAL ELLIPSIS | poziomy wielokropek |

W systemie Windows nie ma prostego skrótu, jednak wielokropek dostępny jest za pomocą kombinacji Alt+0133 (kody Alt).
W dystrybucjach Linuxa należy wcisnąć Alt+K.
W systemie operacyjnym Mac OS można uzyskać go za pomocą  Alt+;, (przy polskim układzie klawiszy Alt+Ł).
W systemie składu tekstu TeX wielokropek możemy uzyskać poleceniem \ldots. Przykład:
{\displaystyle {\mbox{Spojrzał, jak gdyby chciał coś powiedzieć}}\ldots \,}

## Inne wielokropki
Standard Unicode definiuje jeszcze inne wielokropki używane głównie przy składaniu wyrażeń matematycznych, np. w macierzach:
| Unicode | Kod HTML            | Nazwa unikodowa              | Znak | Polecenie LaTeX     | LaTeX                   | Nazwa                                           |
| ------- | ------------------- | ---------------------------- | ---- | ------------------- | ----------------------- | ----------------------------------------------- |
| U+22EE  | &#x22EE; lub &8942; | VERTICAL ELLIPSIS            | ⋮    | \vdots              | {\displaystyle \vdots } | pionowy wielokropek                             |
| U+22EF  | &#x22EF; lub &8943; | MIDLINE HORIZONTAL ELLIPSIS  | ⋯    | \cdots              | {\displaystyle \cdots } | poziomy wielokropek w linii środkowej           |
| U+22F0  | &#x22F0; lub &8944; | UP RIGHT DIAGONAL ELLIPSIS   | ⋰    | \reflectbox{\ddots} |                         | w prawo-w górę wznoszący się ukośny wielokropek |
| U+22F1  | &#x22F1; lub &8945; | DOWN RIGHT DIAGONAL ELLIPSIS | ⋱    | \ddots              | {\displaystyle \ddots } | w prawo-w dół opadający ukośny wielokropek      |

Poza tym w różnych alfabetach spotyka się inne znaki o tej funkcji:
| Znak | Unicode | Kod HTML            | Nazwa unikodowa    | Nazwa                 |
| ---- | ------- | ------------------- | ------------------ | --------------------- |
| ຯ    | U+0EAF  | &#x0EAF; lub &3759; | LAO ELLIPSIS       | laotański wielokropek |
| ᠁    | U+1801  | &#x1801; lub &6145; | MONGOLIAN ELLIPSIS | mongolski wielokropek |